# أعمار الأعيان
أعمار الأعيان أحد المصنفات الهامة لابن الجوزى.
الكتاب يتناول أعمار أعيان المسلمين. 
يقوم المؤلف بتقسيم الكتاب لأبواب وفقا للفئة العمرية، ويسرد الأعيان الذين توفوا في هذه الفئة العمرية دون ذكر سنة الميلاد أو الوفاة.
سنة الانتهاء من تأليف الكتاب هي: 585 هـ.